# Osasio
Osasio (piemontesisch Osas) ist eine Gemeinde in der italienischen Metropolitanstadt Turin (TO), Region Piemont.

## Lage und Einwohner
Osasio liegt 30 km südlich von Turin. Das Gemeindegebiet umfasst eine Fläche von 4 km² und hat 919 Einwohner (Stand 31. Dezember 2023). Zur Gemeinde gehören die zwei Fraktionen (Frazioni)Balbo und Borgonuovo.
Die Nachbargemeinden sind Castagnole Piemonte, Virle Piemonte, Carignano, Pancalieri und Lombriasco.

## Geschichte

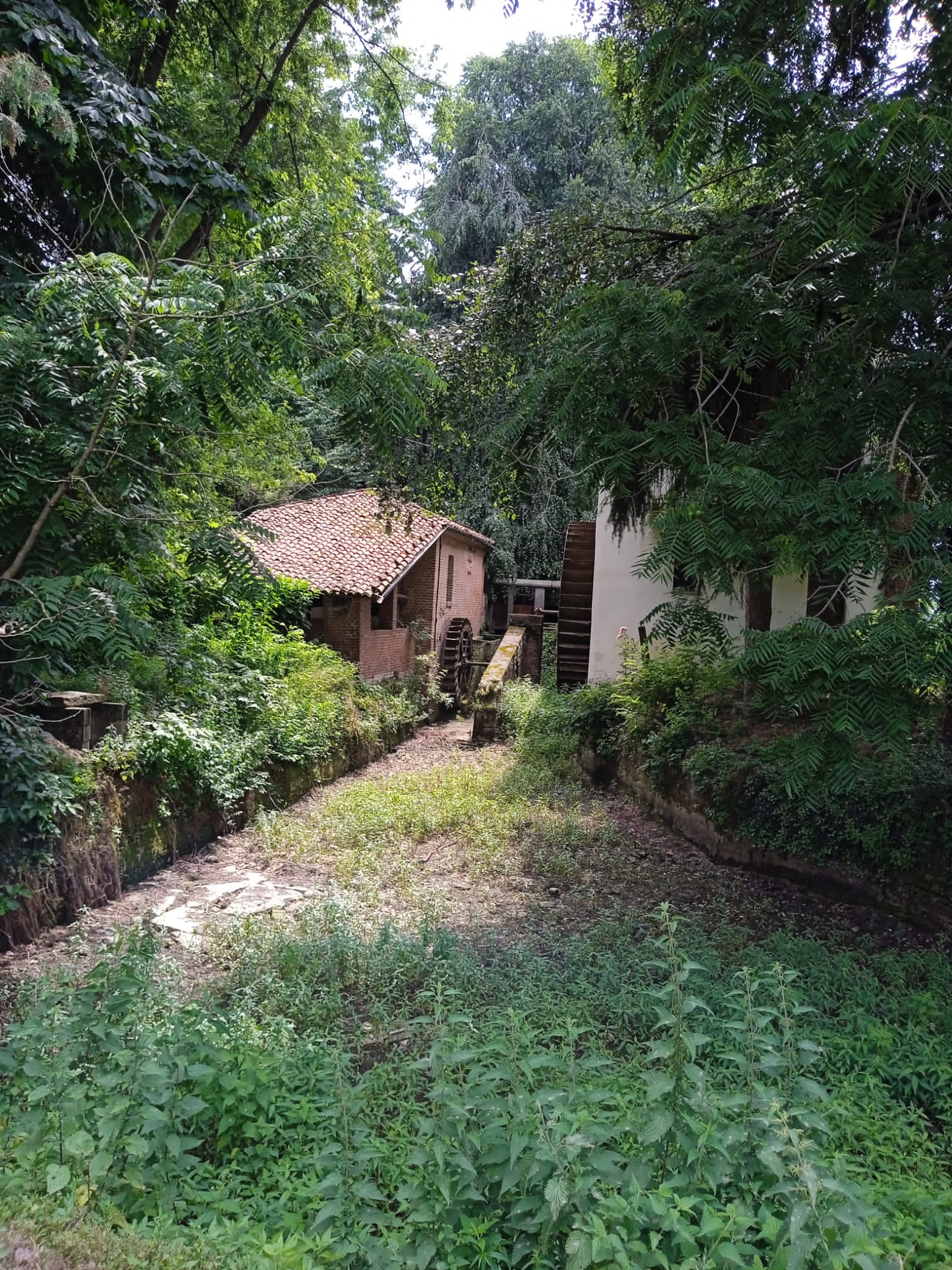
Die Mühle im Weiler Borgonuovo

Osasio, ursprünglich Olsazio, wird seit dem 12. Jahrhundert als Lehen der Sacra di San Michele in Val di Susa genannt. Es befand sich an der Grenze zwischen der Grafschaft Savoyen und der Markgrafschaft Saluzzo. Der Po bildete diese Grenze. So wechselte im Laufe der Jahrhunderte auch die Zugehörigkeit von Osasio zwischen diesen beiden Territorien. Im 19. Jahrhundert kam Osasio durch Erbschaft in der weiblichen Linie an die Grafen Verrua, von diesen an die Markgrafen Amoretti aus Envie.
Von 1928 gehörte für 18 Jahre Osasio zur Gemeinde Pancalieri, seit 1946 ist es wieder eine unabhängige Gemeinde.